# Búnker Anielewicz

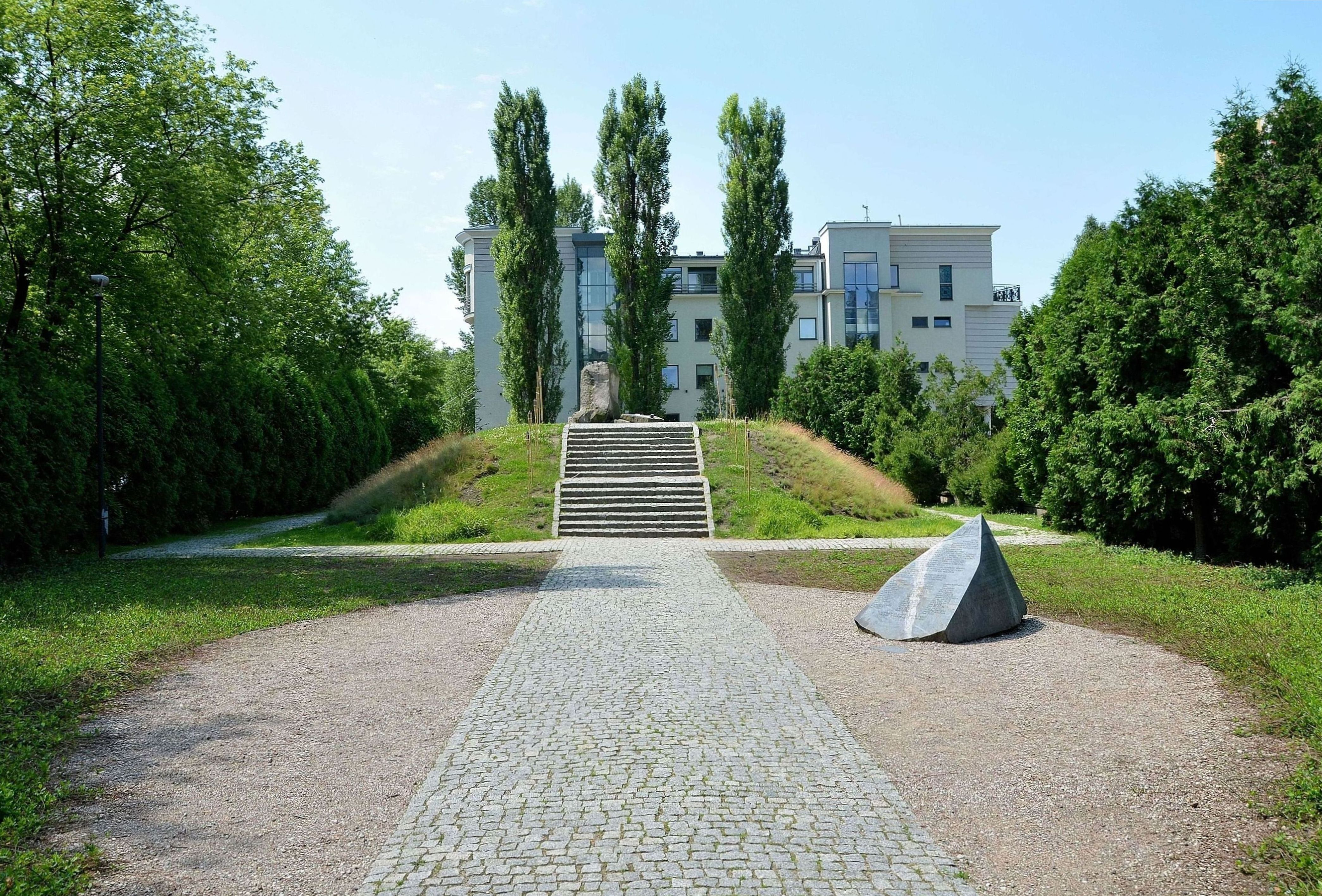
Vista general de la conmemoración.

Búnker Anielewicz - un refugio inexistente (búnker) que estaba situado en la esquina de calles Miła y Dubois (dirección de antes de la guerra: Miła 18) en el distrito Muranów en Varsovia. Al final del Levantamiento del gueto de Varsovia, los combatientes de la Organización de Combate Judía (ŻOB), incluido su comandante, Mordechai Anielewicz, se escondieron en este búnker y después fallecieron.
En 1946, un montículo conmemorativo llamado Kopiec Anielewicza (en español, Montículo Anielewicz) fue erigido en el lugar del búnker destruido.

## Historia

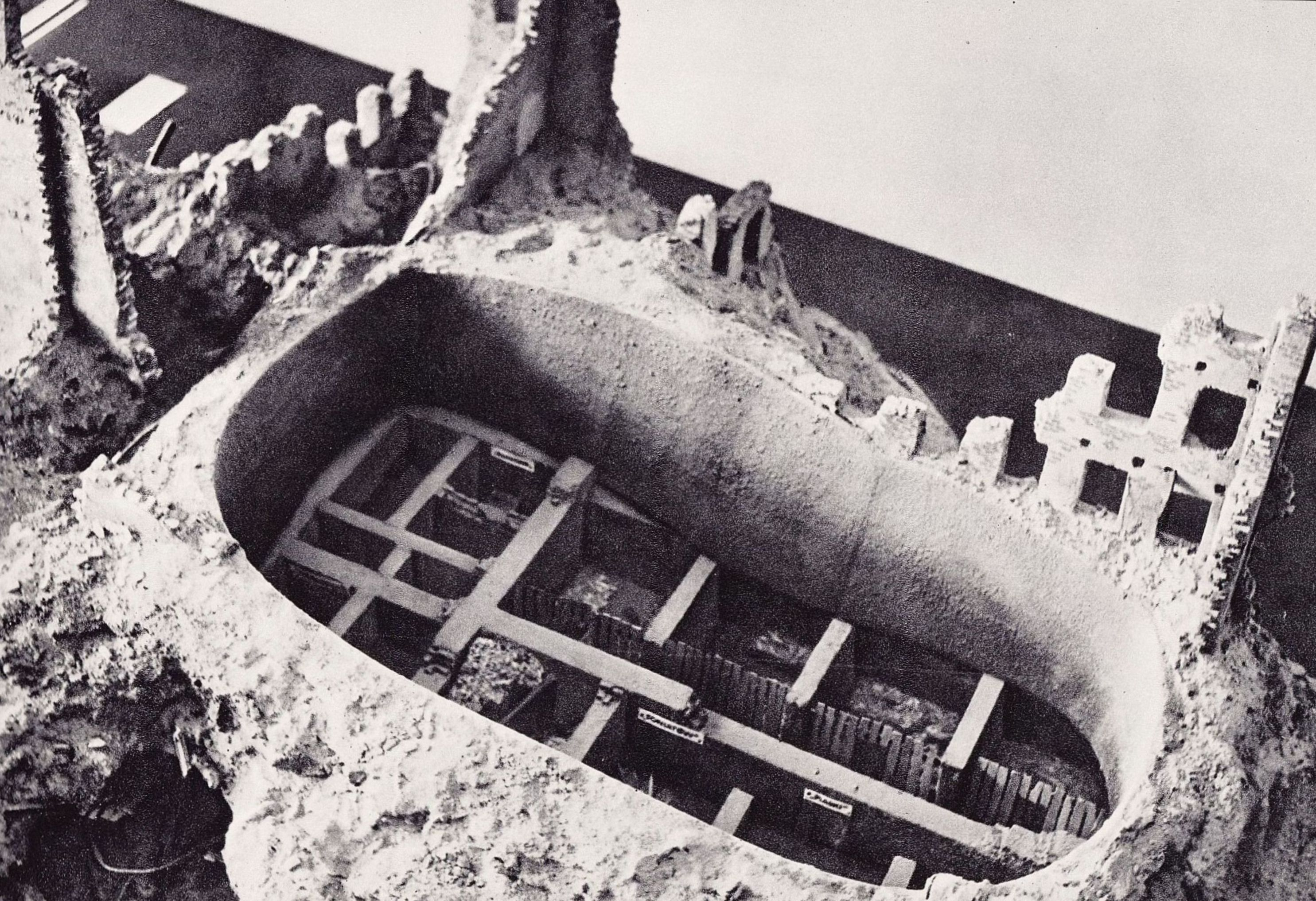
Reconstrucción de posguerra del búnker de ŻOB en calle Miła 18.

Durante el Levantamiento, la tropa de la Organización Judía de Combate estaba ubicado en calle Miła 29, y después de su descubrimiento se mudó al refugio en calle Miła 18. Era un gran búnker, bien equipado con armas y alimentos, y con acceso al agua y electricidad, construido bajo una casa de vecindad destruida en septiembre de 1939. Perteneció a personas del submundo judío, comandados por Szmul Aszer. Estaba atravesado por un largo y estrecho pasillo con habitaciones a ambos lados. Los insurgentes los llamaron Treblinka, Trawniki, Poniatów, Piaski y Gueto. Seis entradas conducían al búnker.

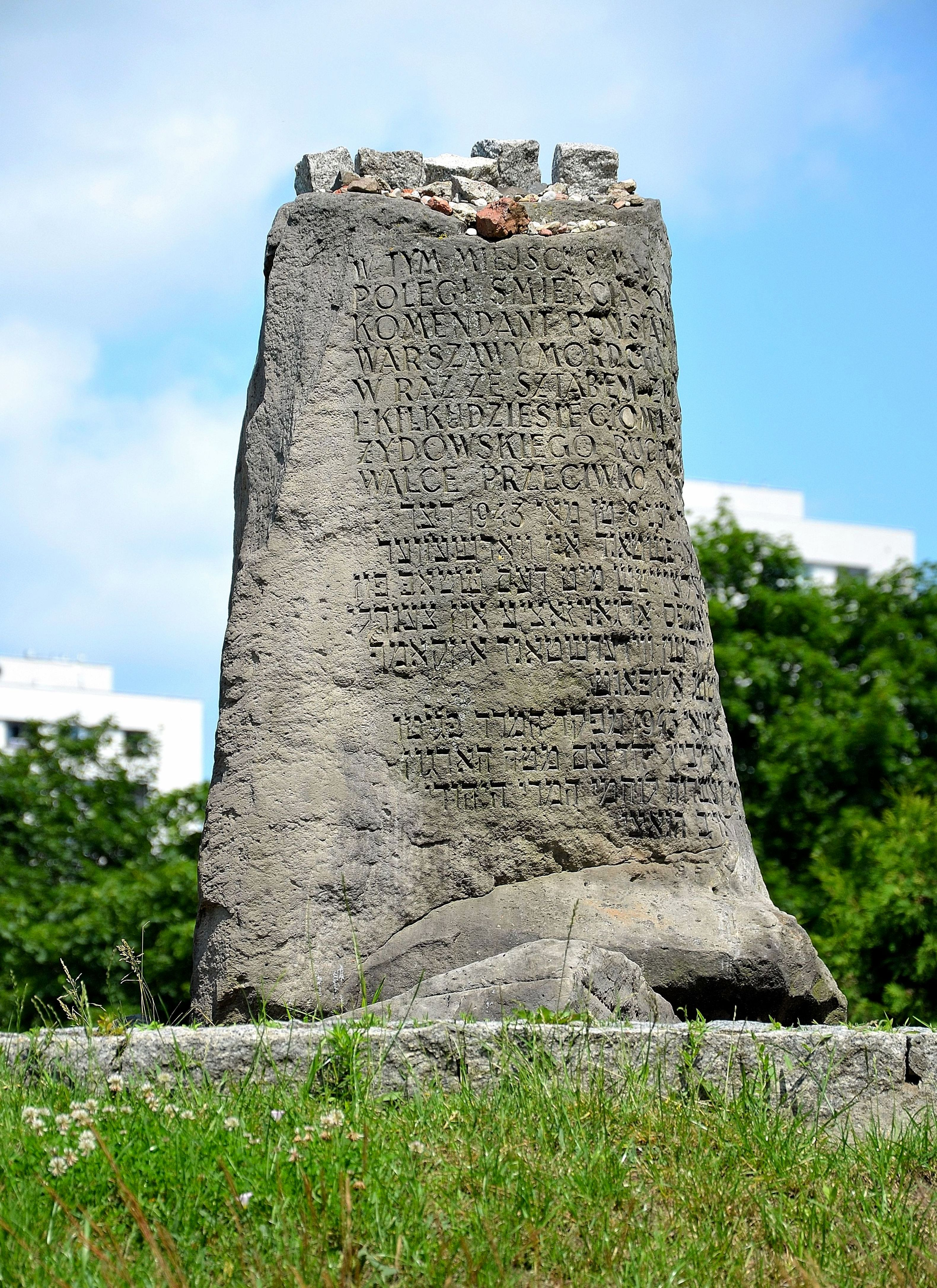
Piedra conmemorativa en la cima del Montículo Anielewicz, piedras visibles colocadas por visitantes de Israel.

El 8 de mayo de 1943, el búnker, que albergaba a unas 300 personas, fue rodeado por tropas alemanas y ucranianas que colaboraban con ellos. Después de la llamada a rendirse, algunos de los escondidos (principalmente civiles) abandonaron el búnker y se rindieron. Los soldados de ŻOB, que se quedaron dentro, trataron de tomar una lucha desigual, pero los alemanes comenzaron a introducir gas adentro. Según Tosia Altman, una de las pocas personas que lograron salir del búnker a través de la sexta salida no descubierta por los alemanes. Los combatientes judíos se suicidaron colectivamente a la llamada de Arie Wilner. Uno de ellos, Lutek Rotblat, disparó primero a su madre y luego se suicidó.
Alrededor de 120 insurgentes fallecieron, entre ellos el comandante de ŻOB Mordechai Anielewicz y su novia Mira Fuchrer. Unas 15 personas sobrevivieron, incluyendo Michał Rozenfeld, Tosia Altman, Jehuda Węgrower, Pnina Zalcman y Menach Bigelman. Algunos de los sobrevivientes murieron pronto de heridas o envenenamiento por gas, mientras que otros murieron más tarde en el lado ario.
Al mismo tiempo, el búnker enterrado se convirtió en una tumba colectiva, ya que después de 1945 no se realizaron trabajos de exhumación en calle Miła 18.
Debido a las similitudes con los acontecimientos que tuvieron lugar en 73 o 74 en Masada, antigua fortaleza judía, asediada por los romanos, el búnker en calle Miła a veces es llamado "la Masada de Varsovia".

## Conmemoración
En 1946, por iniciativa del Comité Central de los judíos polacos, en el lugar donde se encontraba el búnker se erigió un montículo (llamado Montículo Anielewicz) de los escombros de las casas cercanas. En su parte superior está colocada una piedra conmemorativa con una inscripción en polaco, hebreo y yídish, con el contenido (ortografía original):
"En este lugar, el 8 de mayo de 1943, el comandante del Levantamiento del gueto de Varsovia, Mordechai Anielewicz, junto con su tropa ŻOB y varias docenas de combatientes de la resistencia judía, murieron como soldados en la lucha contra los ocupantes alemanes."

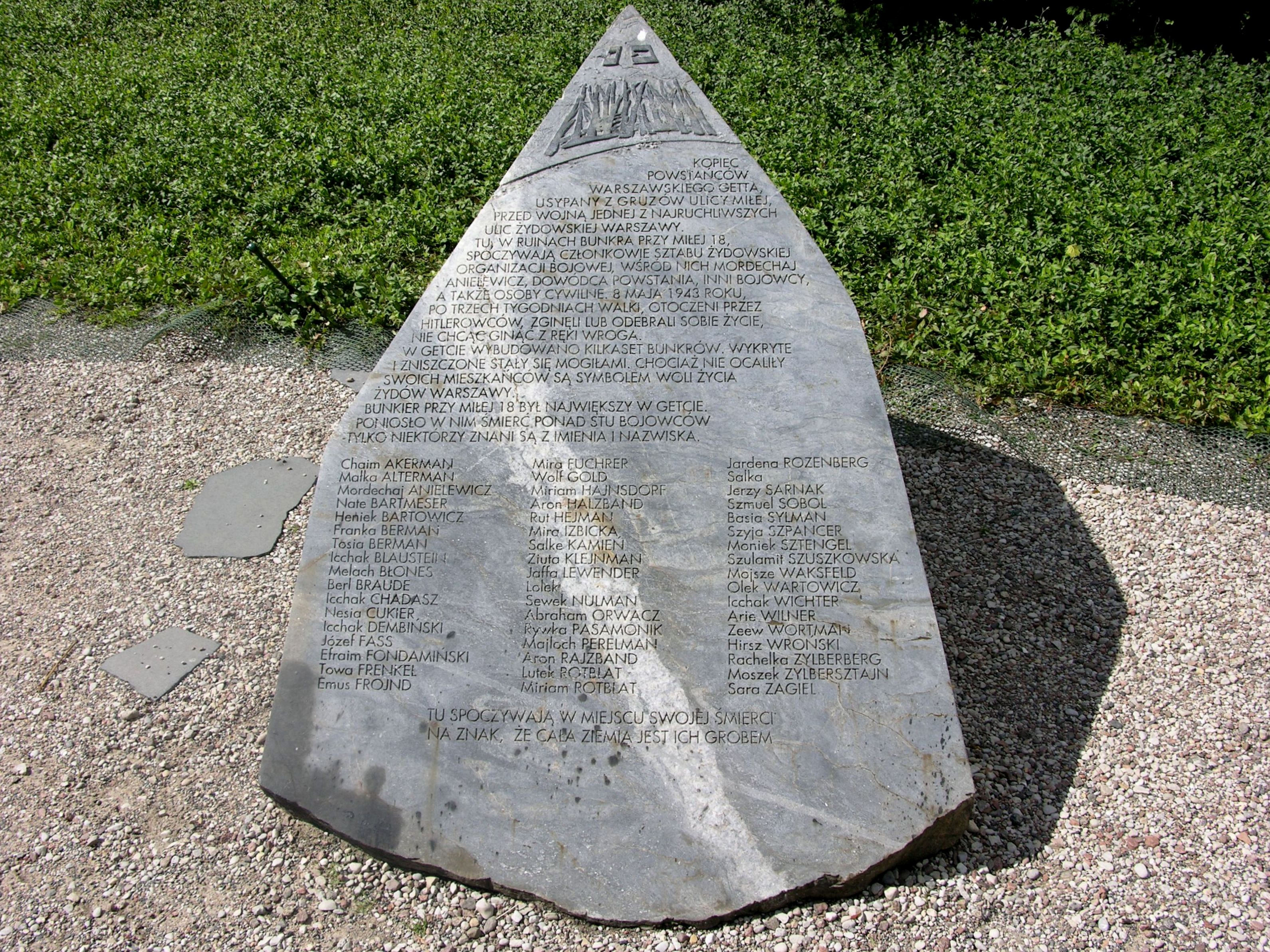
Obelisco al pie del montículo con los nombres de 51 combatientes judíos.

En 2006, la plaza alrededor del montículo fue ordenada, y a sus pies, a la derecha de la entrada al área conmemorativa, se erigió un pequeño obelisco de piedra en forma de pirámide, diseñado por Hanna Szmalenberg y realizado por el escultor Marek Moderau. En el monumento está grabada una inscripción en polaco, inglés y yídish de Piotr Matywiecki:
"El montículo de los insurgentes del gueto de Varsovia, enterrado de las ruinas de calle Miła, antes de la guerra una de las calles más concurridas de la Varsovia judía.
Aquí, en las ruinas del búnker en calle  Miła 18, descansan los miembros de la tropa de la Organización Judía de Combate, entre ellos Mordechai Anielewicz, el comandante del Levantamiento, otros combatientes y civiles. El 8 de mayo, después de tres semanas de lucha, rodeados por los nazis, murieron o se quitaron la vida sin querer morir de la mano del enemigo. Se construyeron varios cientos de búnkeres en el gueto. Detectados y destruidos, se convirtieron en tumbas. Aunque no salvaron a sus habitantes, son un símbolo de la voluntad de la vida de los judíos de Varsovia. El búnker en calle Miła 18 era el más grande del gueto. Más de cien combatientes murieron allí. Sólo algunos de sus nombres son conocidos.

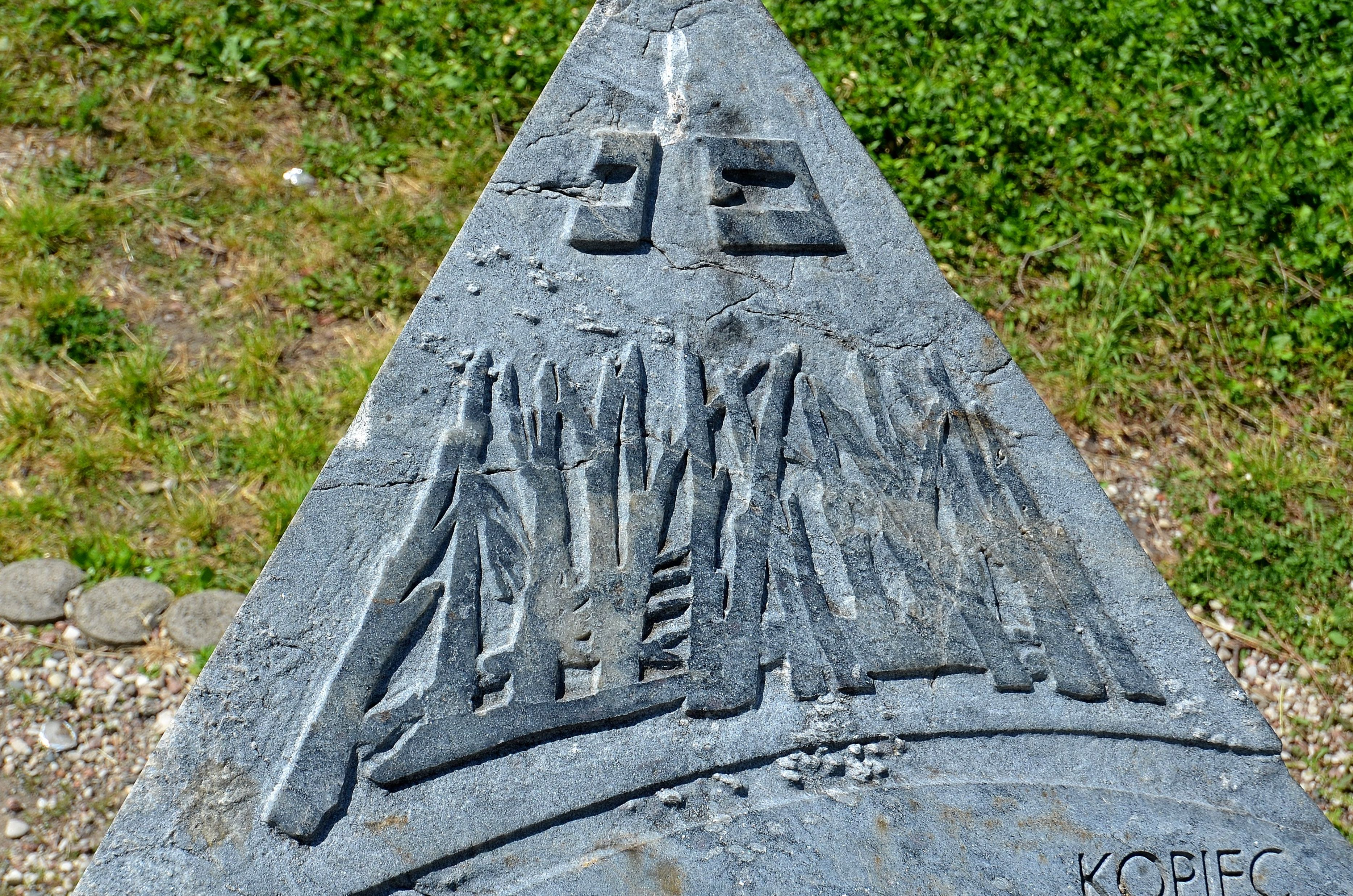
Motivo de un bosque destrozado en la pared frontal del obelisco.

Aquí descansan en lugar de su muerte, como señal de que toda la tierra es su tumba."
En la pared frontal del obelisco, en tres columnas, se colocaron 51 nombres de insurgentes judíos, cuya identidad había sido establecida. También se repitió el motivo de un bosque destrozado, conocido del Monumento de Umschlagplatz.
En 2008, a petición de Fundacja Ochrony Dziedzictwa Żydowskiego (en español, Fundación para la preservación del patrimonio judío), el Montículo fue inscrito en el registro de monumentos.
Actualmente, en calle Miła 18 hay un edificio de apartamentos ubicado a unos 700 metros al oeste en la parte de la calle perteneciente al distrito Wola.

## Insurgentes judíos que murieron en calle Miła 18

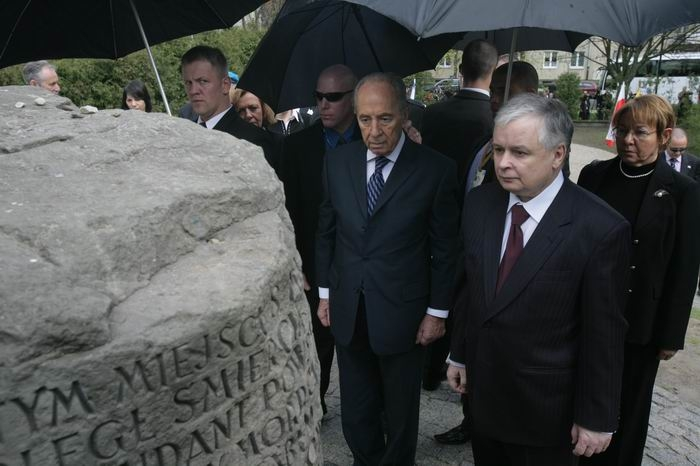
Presidentes de Polonia y de Israel Lech Kaczyński y Shimon Peres, rindiendo homenaje a los insurgentes judíos que murieron en Mila (2008).

- Presidentes de Polonia y de Israel Lech Kaczyński y Shimon Peres, rindiendo homenaje a los insurgentes judíos que murieron en Mila (2008).Chaim Akerman
- Małka Alterman
- Mordechaj Anielewicz
- Nate Bartmeser
- Heniek Bartowicz
- Franka Berman
- Tosia Berman
- Icchak Blaustein
- Melach Błones
- Berl Braude
- Icchak Chadasz
- Nesia Cukier
- Icchak Dembiński
- Józef Fass
- Efraim Fondamiński
- Towa Frenkel
- Emus Frojnd
- Mira Fuchrer
- Wolf Gold
- Miriam Hajnsdorf
- Aron Halzband
- Rut Hejman
- Mira Izbicka
- Salke Kamień
- Ziuta Klejnman
- Jaffa Lewender
- Lolek (tylko imię)
- Sewek Nulman
- Abraham Orwacz
- Rywka Pasamonik
- Majloch Perelman
- Aron Rajzband
- Lutek Rotblat
- Miriam Rotblat
- Jardena Rozenberg
- Salka (tylko imię)
- Jerzy Sarnak
- Szmuel Sobol
- Basia Sylman
- Szyja Szpancer
- Moniek Sztengel
- Szulamit Szuszkowska
- Mojsze Waksfeld
- Olek Wartowicz
- Icchak Wichter
- Arie Wilner
- Zeew Wortman
- Hirsz Wroński
- Rachelka Zylberberg
- Moszek Zylbertszajn
- Sara Żagiel

## Calle Miła 18 en literatura
- La dirección del búnker aparece en el título de la novela de Leon Uris sobre el gueto de Varsovia Mila 18 (1961).